# Nuea Khlong (huyện)
Nuea Khlong (tiếng Thái: เหนือคลอง) là một huyện (amphoe) in tỉnh Krabi, Thái Lan.

## Lịch sử
Tiểu huyện (king amphoe) đã được thành lập vào ngày 1 tháng 4 năm 1992 thông qua việc tách 8 tambon từ huyện Mueang Krabi.
 Đơn vị hành chính này đã được nâng cấp thành huyện vào ngày Tháng 12 năm 5 1996.

## Địa lý
Các huyện giáp ranh (từ phía tây bắc theo chiều kim đồng hồ) là: Mueang Krabi, Khao Phanom, Khlong Thom và Ko Lanta. Phía tây là biển Andaman.

## Hành chính
Huyện này được chia ra thành 8 phó huyện (tambon), các đơn vị này lại được chia thành 56 làng (muban). Nuea Khlong là một thị trấn (thesaban tambon) nằm trên một phần của tambon Nuea Khlong. Mỗi tambon có một Tổ chức hành chính tambon.
| \| STT. \| Tên \| Tên Thái \| Số làng \| Dân số \| \| \| 1. \| Nuea Khlong \| เหนือคลอง \| 7 \| 12.217 \| \| \| 2. \| Ko Siboya \| เกาะศรีบอยา \| 7 \| 4.643 \| \| \| 3. \| Khlong Khanan \| คลองขนาน \| 9 \| 7.999 \| \| \| 4. \| Khlong Khamao \| คลองเขม้า \| 4 \| 4.968 \| \| \| 5. \| Khok Yang \| โคกยาง \| 7 \| 5.835 \| \| \| 6. \| Taling Chan \| ตลิ่งชัน \| 5 \| 5.425 \| \| \| 7. \| Pakasai \| ปกาสัย \| 9 \| 7.192 \| \| \| 8. \| Huai Yung \| ห้วยยูง \| 8 \| 6.510 \| \| | Map of Tambon |            |         |        |  |
| STT. | Tên           | Tên Thái   | Số làng | Dân số |  |
| 1. | Nuea Khlong   | เหนือคลอง   | 7       | 12.217 |  |
| 2. | Ko Siboya     | เกาะศรีบอยา | 7       | 4.643  |  |
| 3. | Khlong Khanan | คลองขนาน   | 9       | 7.999  |  |
| 4. | Khlong Khamao | คลองเขม้า   | 4       | 4.968  |  |
| 5. | Khok Yang     | โคกยาง     | 7       | 5.835  |  |
| 6. | Taling Chan   | ตลิ่งชัน      | 5       | 5.425  |  |
| 7. | Pakasai       | ปกาสัย      | 9       | 7.192  |  |
| 8. | Huai Yung     | ห้วยยูง      | 8       | 6.510  |  |